# Agyra marchandi
Agyra marchandi là một loài bướm đêm trong họ Noctuidae.